# لوا لوائية
اللوا اللوائية (باللاتينية: Loa loa) هي دودة أسطوانية تسبب داء اللوائيات.